# Balogh Sándor (történész)
Balogh Sándor (Pereszlény, 1926. július 31. – Budapest, 2004. december 15.) magyar történész, egyetemi tanár, politikus, 1964 és 1967 között az Eötvös Loránd Tudományegyetem oktatási rektorhelyettese, 1986-tól 1991-ig a Magyar Történelmi Társulat elnöke, 1988 és 1991 között a Párttörténeti Intézet, illetve a Politikatörténeti Intézet igazgatója.

## Élete
Balogh Sándor 1926-ban született a trianoni békeszerződéssel Csehszlovákiához csatolt Pereszlényben, Balogh István vasúti pályamunkás és Bátovszky Mária fiaként. Mezőgazdasági munkásként is dolgozott, majd középiskolai tanulmányait Ipolyságon és Balassagyarmaton végezte. 1946-ban tagja lett a Népi Kollégiumokat Építő Mozgalomnak, a balassagyarmati népi kollégiumban érettségizett. 1947-ben az ELTE történelem szakos hallgatója lett, tanulmányai mellett kollégiumi nevelőtanár, majd igazgató volt.
1948-ban lépett be a Magyar Dolgozók Pártjába. 1950-ben az MDP pártfőiskolájának hallgatója lett, ahol 1952-ben végzett. Ekkor az MDP Központi Vezetősége (KV) Agitációs Propaganda Osztály politikai munkatársa, 1953-ban egyetemi alosztályvezetője lett. 1954-től a moszkvai Lomonoszov Egyetem aspiránsa volt, itt 1958-ban a történelemtudományok kandidátusa lett. Hazatérése után a Tudományos Ismeretterjesztő Társulat tudományos titkára volt, majd 1960 és 1964 között az MSZMP KB Tudományos, Közoktatási és Kulturális Osztály alosztályvezetője volt, emellett 1961-ben az ELTE BTK Újkori Magyar Történeti Tanszék egyetemi docense lett. 1964-től 1967-ig az egyetem oktatási rektorhelyettese volt, 1967-ben egyetemi tanárnak nevezték ki. 1973-ban a történettudományok doktora lett.
1986 és 1991 között a Magyar Történelmi Társulat elnöke, 1988-tól 1991-ig az MSZMP KB Párttörténeti Intézete, illetve a Politikatörténeti Intézet igazgatója volt. 1990-ben a Politikatörténeti Alapítvány első elnöke lett, 1994-től 1997-ig a Magyar Tudományos Akadémia Közgyűlésének képviselője és a Történettudományi Bizottság tagja volt. Részt vett a közéletben is, 1989 és 1994 között a Magyar Szocialista Párt Országos Egyeztető Bizottságának elnöke, majd a Baloldali Platform, illetve a Baloldali Tömörülés vezetője volt, 2001-ben tiszteletbeli elnöke lett.
Történészként eleinte a Horthy-korszak kultúrpolitikájával és a Klebelsberg-féle ún. neonacionalizmussal foglalkozott, majd Magyarország 1945 utáni történetét vizsgálta, elsőként foglalta össze a második világháború utáni parlamenti harcok történetét és az 1945-ös országgyűlési választásokat, valamint a Baloldali Blokk és az FKgP viszonyát.

## Díjai, elismerései
- Bugát Pál-emlékérem (1968)
- Madách-emlékérem (1973)
- Akadémiai Díj (1976)
- a Magyar Történelmi Társulat Emlékérme (1995)
- MSZOSZ Díj (1998)
- Demény Pál-emlékérem (2000)
- A Magyar Érdemrend parancsnoki keresztje a csillaggal (2003)